# Francisco Manuel de Melo

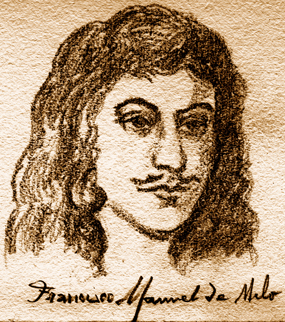
Dom Francisco Manuel de Mello

Dom Francisco Manuel de Melo (* 23. November 1608 in Lissabon; † 13. Oktober 1666 in Alcântara) war ein portugiesischer Schriftsteller des Barock.
Allgemein gilt Melo als der bedeutendste portugiesische Barockdichter und als einer der wichtigsten Schriftsteller des portugiesischen Barocks neben António Vieira. Insgesamt wird er auch als eine der einflussreichsten Persönlichkeiten im Portugal der Barockzeit und des 17. Jahrhunderts bezeichnet.
Sein Werk verfasste er zweisprachig, er schrieb in Portugiesisch und Kastilisch. Sein vielseitiges Werk besteht aus Gedichten, Theaterstücken, historischen Büchern und humanistischen Abhandlungen.

## Leben
Francisco Manuel de Melo entstammte einer Adelsfamilie. In Lissabon studierte er am Jesuitenkolleg Santo Antão Humanwissenschaften und Mathematik. Nach seinem Studium begann er eine militärische Laufbahn, diese führte ihn bis nach Flandern, wo er im Zuge des Dreißigjährigen Krieges ein portugiesisches Regiment gegen die Niederländer 1639 kommandierte. Insgesamt war er mehr als fünf Jahre im Dienste des Christusordens für die spanische Armee tätig. Nach Ende seiner militärischen Laufbahn gelangte er an den spanischen Hof, wo er als Höfling angestellt war. Er freundete sich dort mit dem berühmten spanischen Satiriker Francisco de Quevedo an. Zunächst für die spanische und später für die restaurierte portugiesische Krone (Portugal war nach der Personalunion mit Spanien 1640 unter König Dom Johann IV. wieder unabhängig geworden), war er als Diplomat in vielen Teilen Europas unterwegs. So kam er nach London, um an der Aufklärung des Attentats auf den portugiesischen Gesandten Francisco Cardoso mitzuwirken und war auch einige Zeit in Rom als Diplomat tätig, als Portugiesischer Botschafter beim Heiligen Stuhl.
Aufgrund seiner politischen Ansichten wurde er 1641 von der portugiesischen Krone ins Gefängnis geworfen und verbrachte dort insgesamt neun Jahre. 1650 wurde er entlassen und musste fortan ins Exil nach Bahia in Brasilien. Ein Großteil seines literarischen Werkes war während seines Gefängnisaufenthaltes und im Exil in Brasilien entstanden.
Mit gerade mal 57 Jahren starb er nach einem abenteuerlichen Leben am 13. Oktober 1666 in dem heutigen Lissaboner Vorort Alcantara.

## Dichtung und Bedeutung
Melo gilt als Initiator der „Academia dos Generosos“, einer Dichterakademie zur Förderung des poetischen Nachwuchses. Sein Werk ist relativ gut dokumentiert, doch wurden einige Werke erst posthum veröffentlicht. Die Gedichte wurden zweisprachig, Portugiesisch und Kastilisch, veröffentlicht. Sie umfassten fast alle Gattungen der damaligen Dichtkunst: Sonette, Oden, Eklogen, Oktaven, Madrigale, Episteln, Terzinen, Glossen. Neben dem Nationaldichter Camões gilt er als ein Wegbereiter und Adept der Saudade bzw. des Saudosismo. Viele Gedichte sind schwer melancholisch und umfassen die Thematik von Trauer, Verlust, Schmerz, Leid und Tod. Auch entstanden Werke, die sich mit der Geschichte auseinandersetzten und ihn zum Chronisten machten. Moralische Schriften zeigen den weltgewandten Humanisten, der Melo auch war. Sogar als Dramatiker ist eine Farce von ihm erhalten. Melo war einer der bedeutendsten Autoren der portugiesischen Kultur- und Literaturgeschichte. Sein Werk machte ihn auch in Spanien sehr bekannt und ließ ihn als Chronisten Portugals während der Barockzeit gelten. Sein Werk ist bis heute nicht ins Deutsche übertragen worden. Einzelne Gedichte wurden aber schon im 17. Jahrhundert ins Französische übersetzt.

## Werk
- Historia de los movimentos y separacion de cataluna, 1645, historische Schrift. Neuausgabe 1912 – Internet Archive
- Auto do fidalgo aprendiz, (Spiel vom Ritterlehrling), Farce, 1646 entstanden, erschienen 1665.
- Carta de Guia de Casadas, 1651, moralische Schrift.
- Epanaphoras de varia historia portugueza, 1660, historische Schrift. archive.org
- Obras morales, 1664, moralische Schrift.
- Cartas familiares, 1664, Briefe.
- Obras Metricos, 1665.
- As segundas tres musas, (Die zweiten drei Musen), 1665, komplettes poetisches Werk.
- Apologos Dialogaes, (Erdachte Gespräche), posthum 1721, gesellschaftskritische Texte. Neuausgabe 1900 – Internet Archive
- D. Teodosiu Duque de Braganca. posthum 1945, historische Schrift.